# Cepphus
Cepphus è un genere di uccelli caradriformi della famiglia Alcidae.

## Descrizione
Le specie appartenenti al genere Cepphus sono uccelli marini di medie dimensioni, dal piumaggio prevalentemente nero, dai becchi sottili e neri, e dalle zampe e piedi rossi. Due delle tre specie hanno macchie bianche sulle ali, mentre la terza ha degli "occhiali" di piume bianche sul viso.

## Biologia
Si cibano prevalentemente di pesci, crostacei, molluschi e altri invertebrati che catturano nuotando sott'acqua. Sono uccelli coloniali che nidificano su isole rocciose e scogli; il nido è una buca nella roccia vicina all'acqua.

## Distribuzione e habitat
Il genere è distribuito nelle regioni settentrionali dell'Oceano Atlantico e del Pacifico.

## Tassonomia
Comprende le seguenti specie viventi:
- Cepphus grylle (Linnaeus, 1758) - uria nera
- Cepphus columba Pallas, 1811 - uria colomba
- Cepphus carbo Pallas, 1811 - uria dagli occhiali

Sono state descritte anche le seguenti specie fossili:
- † Cepphus olsoni, del tardo Miocene - primo Pliocene